# Gugark
Gugark (armeniska: Գուգարք) är en ort i Armenien.   Den ligger i provinsen Lori, i den nordvästra delen av landet, 70 kilometer norr om huvudstaden Jerevan. Gugark ligger 1 320 meter över havet och antalet invånare är 4 705.
Terrängen runt Gugark är varierad. Gugark ligger nere i en dal. Närmaste större samhälle är Vanadzor, 3,9 kilometer väster om Gugark.
Trakten runt Gugark består i huvudsak av gräsmarker. Runt Gugark är det ganska tätbefolkat, med 104 invånare per kvadratkilometer.